# Irmgard Möller
Irmgard Möller (n. 13 mai 1947, Bielefeld, Republica Federală Germania) este o fostă teroristă vest-germană, fostă membră a organizației Rote Armee Fraktion (RAF).
A devenit membră RAF în 1971.
Arestată la 8 iulie 1972 la Offenbach, a fost condamnată mai întâi la 4 ani și jumătate închisoare.
A încercat să se sinucidă în închisoare, dar a supraviețuit.
În 1979 a fost condamnată la închisoare pe viață pentru două atentate cu bombe, atacarea unor polițiști cu arme de foc în timpul arestării și trei asasinate. A stat închisă timp de 23 de ani. A fost eliberată din închisoare în 1995. Locuiește din 2006 în Hamburg.
A fost eliberată din închisoare în 1994.